# Akron (Colorado)
Akron is een plaats (town) in de Amerikaanse staat Colorado, en valt bestuurlijk gezien onder Washington County.

## Demografie
Bij de volkstelling in 2000 werd het aantal inwoners vastgesteld op 1711.
In 2006 is het aantal inwoners door het United States Census Bureau geschat op 1573, een daling van 138 (-8,1%).

## Geografie
Volgens het United States Census Bureau beslaat de plaats een oppervlakte van
3,8 km², geheel bestaande uit land. Akron ligt op ongeveer 1420 m boven zeeniveau.

## Plaatsen in de nabije omgeving
De onderstaande figuur toont nabijgelegen plaatsen in een straal van 48 km rond Akron.